# Museu Goya
El Museu Goya (Musée Goya) és la principal institució cultural de la vila de Castres (França). El seu nom es deu a l'especial protagonisme del pintor Francisco de Goya a la col·lecció, i perquè tota ella s'ha enfocat cap a l'art espanyol. El museu és en un sector antic de Castres amb planols dissenyats per Jules Hardouin-Mansart, un dels arquitectes del Palau de Versalles.
Tot i que el museu existia des de 1840, va ser el 1894 quan el «Llegat Briguiboul» rebut per la vila va determinar la vocació hispànica de la institució. Briguiboul, un pintor i col·leccionista, admirador dels grans mestres espanyols, havia reunit nombroses obres de qualitat, entre elles tres de Goya.

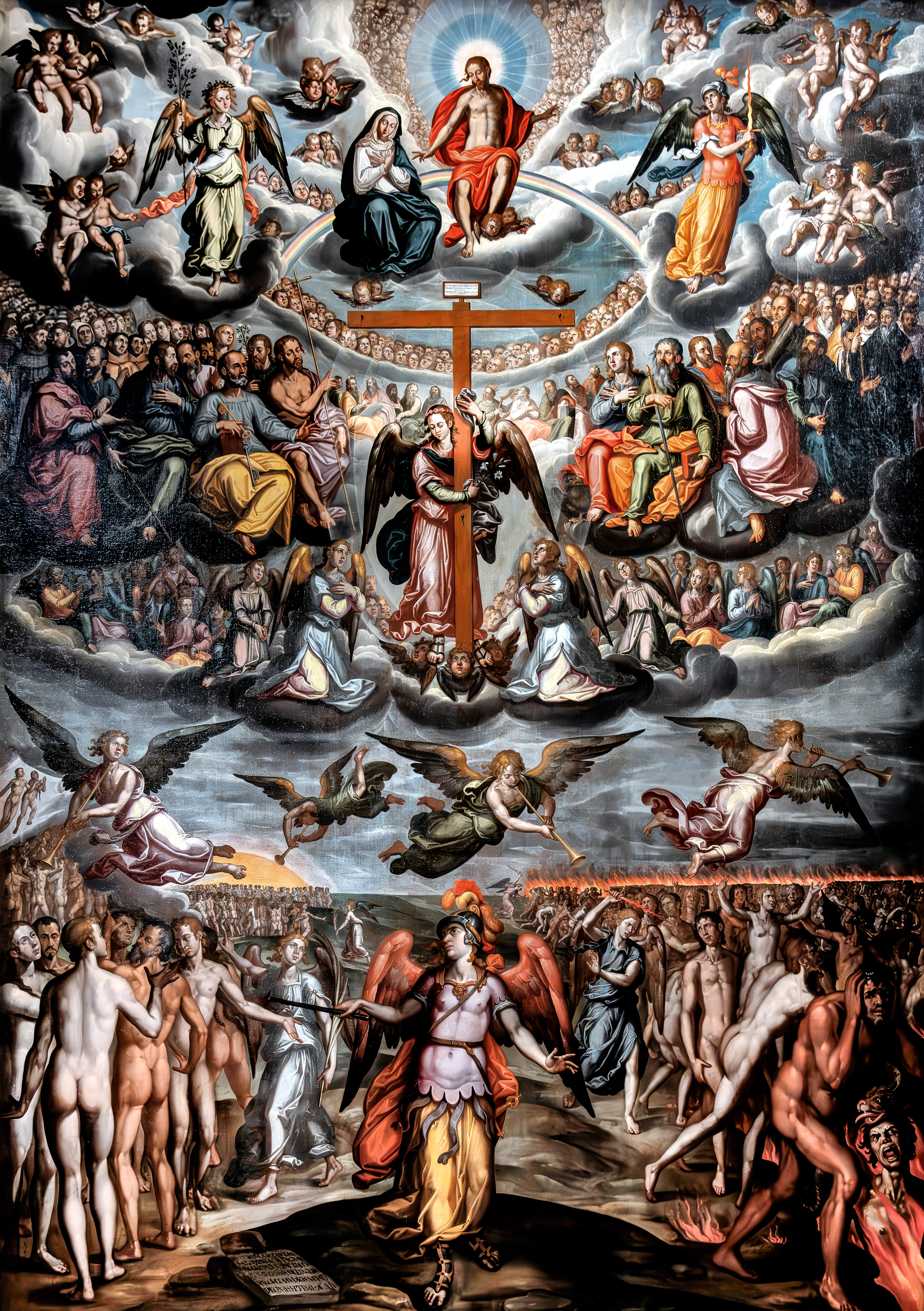
El Judici Final, quadre de Francisco Pacheco

El 1949, dos dipòsits del Louvre van confirmar l'esmentada especialització en art espanyol: una Verge de Bartolomé Esteban Murillo i un retrat de Felipe IV atribuït a Velázquez.
Aquest museu d'art hispànic ha continuat el seu enriquiment, especialment en els últims vint anys i s'ha convertit en una referència per a la història de l'art espanyol des de l'Antiguitat fins al segle xx.

## Autors representats
Alguns dels autors representats al museu són: Hermen Anglada i Camarasa (Nit a Sevilla); José Aparicio (Sócrates ensenyant); Juan d'Arellano; Francisco Bayeu; Aureliano de Beruete; Alonso Cano (L'Anunciació, La Visitación, Els desposoris de la Verge); José del Castillo (Al·legoria de Carlos III i la monarquia); Antoni Clavé i Sanmartí (Bodegó); Claudio Coello; Óscar Domínguez (L'Atlántida); Alejo Fernández (L'Adoració dels mags); Marià Fortuny; Goya (Autoretrat amb ulleres, La Junta de les Filipines; Francisco Herrera el Vell; Joan de Joanes; Celso Lagar Arroyo; Eugenio Lucas; Vicent Macip; Federico de Madrazo; Maruja Mallo; Antonio Muñoz Degrain; Bartolomé Esteban Murillo; Pedro Orrente; Francisco Pacheco (Crist servit pels àngels, El judici final); Juan Pantoja de la Cruz; Luis Paret; Picasso; Francesc Ribalta; Josep de Ribera (Martiri de sant Andreu); Santiago Rusiñol; Sorolla; Juan de Valdés Leal; Valentín de Zubiaurre; Ignacio Zuloaga; Francisco de Zurbarán; Lluís Peñaranda (Impermanència).
Una selecció d'obres d'aquest museu es va exposar a Espanya el 2002, amb patrocini del banc BBVA.

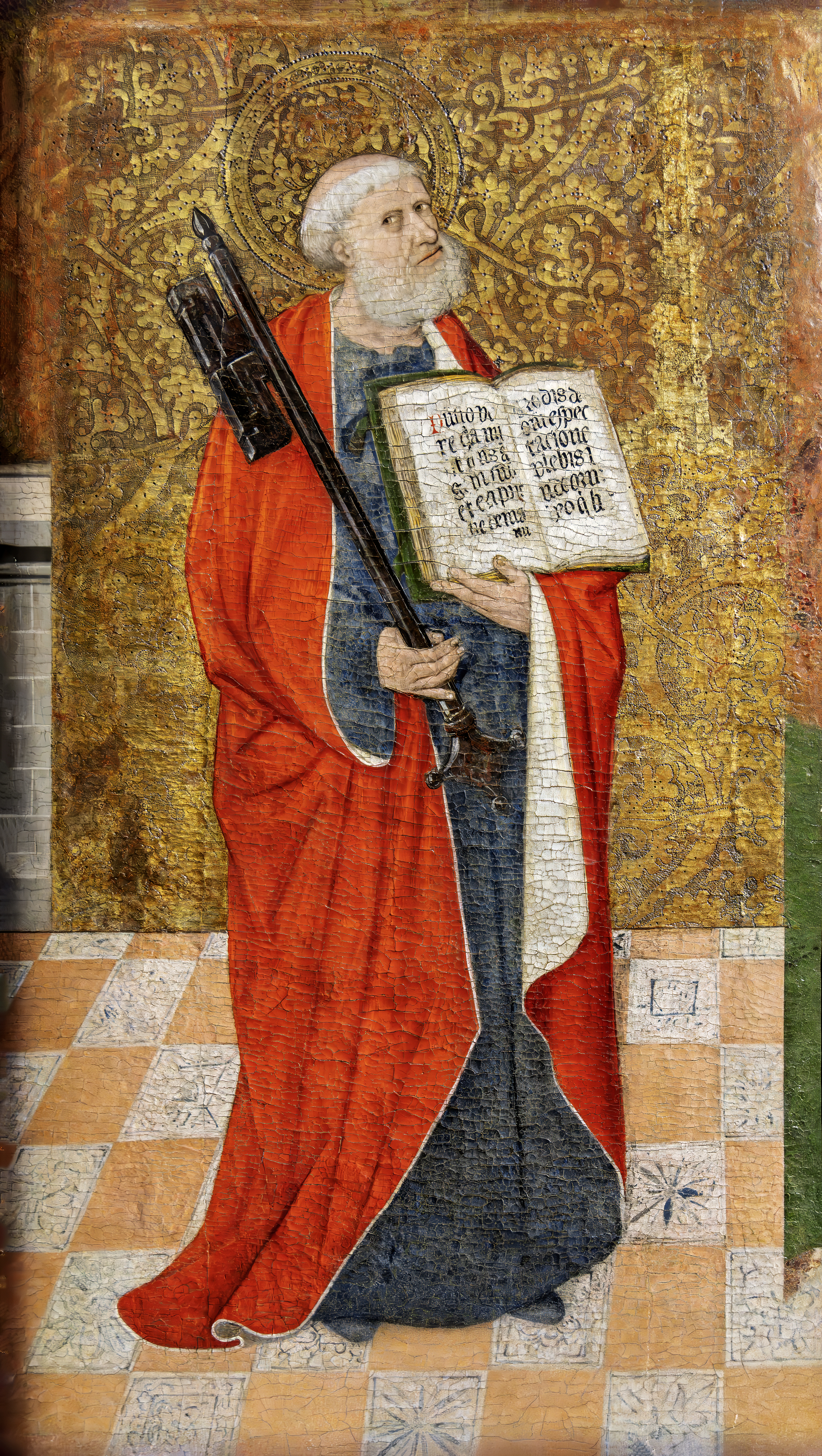
Sant Pere
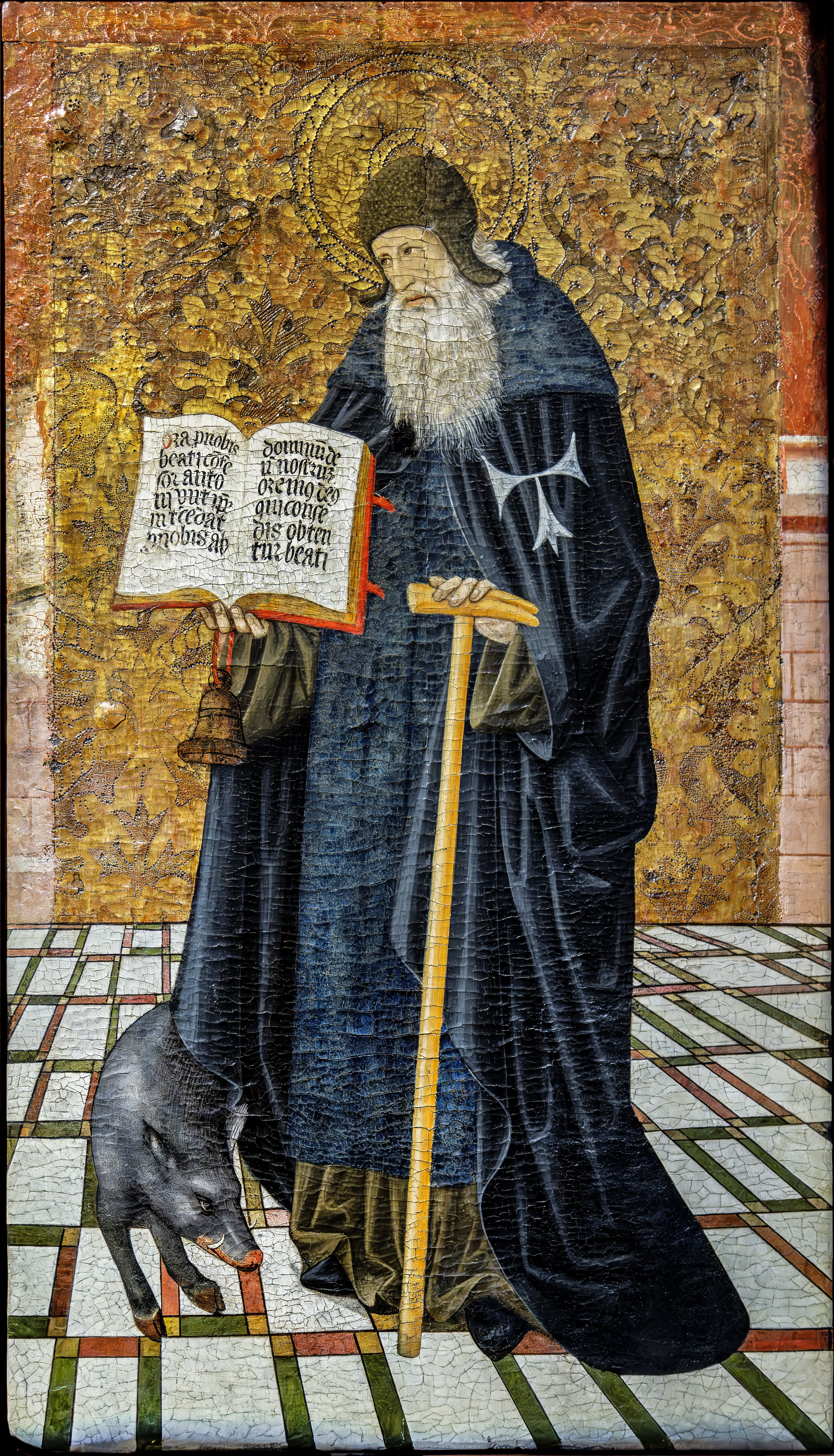
Antoni Abat